# Nicole Shields
Nicole Shields, née le 9 septembre 1999 à Invercargill, est une coureuse cycliste néo-zélandaise, spécialiste de la piste. Elle court également sur route au sein de l'équipe DNA Pro Cycling.

## Palmarès sur piste

### Jeux olympiques
- Paris 2024
  -  Médaillée d'argent de la poursuite par équipes

### Championnats du monde
| Édition / Épreuve          | Poursuite par équipes |
| Aigle 2016 (juniors)       | Argent                |
| Montichiari 2017 (juniors) | Argent                |

### Coupe du monde
- 2019-2020
  - 1re de la poursuite par équipes à Hong Kong (avec Jessie Hodges, Emily Shearman, Ally Wollaston et Michaela Drummond)
  - 2e de l'américaine à Hong Kong

### Coupe des nations
- 2024
  - 1re de la poursuite par équipes à Hong Kong

### Championnats d'Océanie
| Édition / Épreuve           | Poursuite individuelle | Poursuite par équipes |
| Invercargill 2015           |                        | Bronze                |
| Invercargill 2015 (juniors) | Argent                 |                       |
| Melbourne 2016 (juniors)    | Bronze                 | Or                    |
| Adelaide 2018               |                        | Argent                |
| Invercargill 2019           |                        | Or                    |
| Cambridge 2024              | Bronze                 |                       |

### Championnats de Nouvelle-Zélande
- 2017
  -  Championne de Nouvelle-Zélande du scratch juniors
- 2020
  -  Championne de Nouvelle-Zélande d'omnium
- 2021
  -  Championne de Nouvelle-Zélande de poursuite par équipes